# 青山桐子
青山 桐子（あおやま とうこ、1976年11月3日 - ）は、日本の女性声優。81プロデュース所属。東京都出身。

## 経歴
以前はスターダス・21、オフィス薫に所属していた。
2004年10月1日付で81プロデュースに所属。

## 人物
外画、アニメ、ゲームなどで声優として活躍している。
趣味は歌うこと、アロマテラピー。特技は声楽。

## 出演
太字はメインキャラクター。

### テレビアニメ
2001年
- ジャングルはいつもハレのちグゥ（ジョニー）
- 超GALS!寿蘭（黒井の母、真希の祖母）
- デジモンテイマーズ（北川ケンタ）
- 魔法少女猫たると（チクロ、糟寺ハギ）

2002年
- おジャ魔女どれみドッカ〜ン!（おんぷのファンB）
- 円盤皇女ワるきゅーレ（ケーキ屋、ばあさん）
- ラーゼフォン（親戚A）
- りぜるまいん（舞子、女主人、女将）

2003年
- 絶体絶命でんぢゃらすじーさん（ギルティ、子供、生徒、なす）
- ドラえもん（テレビ朝日版第1期）（牛若丸）
- PEACE MAKER鐵（店員）
- プラネテス（2003年 - 2004年、カムリン、子供C）

2004年
- アークエとガッチンポー（2004年 - 2005年、シャオファン 他）- 2シリーズ
- GANTZ（加藤歩、少女）
- SAMURAI 7（ヒエ、トラ）
- とっとこハム太郎 はむはむぱらだいちゅ!（おとめちゃん）
- 忍たま乱太郎（2004年 - 2024年、富松作兵衛、鶴町伏木蔵〈2代目〉、忍たま）
- BURN-UP SCRAMBLE（女上司、婦人、おばはんB、ババア 他）
- 鋼の錬金術師（女の子）
- VIEWTIFUL JOE（アナ）
- 冒険王ビィト（リュック）
- 陸奥圓明流外伝 修羅の刻（峰吉）
- 名探偵コナン（2004年 - 2025年、モンスターC、須東恒夫、秋葉都、坂本琢馬〈2代目〉）
- メジャー シリーズ（2004年 - 2006年、前原あつし、前原の弟）- 2シリーズ
- ローゼンメイデン（主婦）
- わがまま☆フェアリー ミルモでポン! わんだほう（グルミ族）

2005年
- ああっ女神さまっ（仲居）
- ガラスの仮面（横山佳子、保育園園長）
- ガンパレード・オーケストラ（美鈴）
- 強殖装甲ガイバー（キャスター）
- しましまとらのしまじろう（おばさん）
- ゾイドジェネシス（息子、女性教官）
- ツバサ・クロニクル（母親）
- NARUTO -ナルト-（2005年 - 2006年、アカデミーの生徒、男の子、ミヅラ）
- BLOOD+（ベニ）
- 雪の女王（子ども）

2006年
- 学園ヘヴン BOY'S LOVE HYPER!（チビ啓太）
- 銀魂（2006年 - 2011年、ハム子、西郷てる彦）- 2シリーズ
- すもももももも 地上最強のヨメ（幼い天下、ベッキー、百虎）
- 出ましたっ!パワパフガールズZ（ブーマー、サンドイッチの男の子、サッカー少年）
- ぷるるんっ!しずくちゃん（2006年 - 2008年、ヨダレ君、レッドちゃん）- 2シリーズ
- 味楽る!ミミカ（2006年 - 2009年、王子真之介）

2007年
- 風の少女エミリー（ソーシーサール、グレース）
- クレヨンしんちゃん（2007年 - 2015年、南島こうすけ、エミ、真希、キャプテン、サビ江）
- 恋する天使アンジェリーク〜かがやきの明日〜（カムラン）
- 月面兎兵器ミーナ（ランクくん）
- やさいのようせい N.Y.SALAD（ガーリック）
- ONE PIECE（アキヒロ）

2008年
- H2O -FOOTPRINTS IN THE SAND-（ゆいの祖母）
- ゴルゴ13（2008年 - 2009年、キャロル、サニー、家政婦、主婦、女、女〈役者〉、グレビックの息子）
- 全力ウサギ（ミナライ）
- のらみみ2（マナブ）
- 我が家のお稲荷さま。（モグツグ）

2009年
- クロスゲーム（尾崎）
- ご姉弟物語（よしベエ、子分B）
- はっけん たいけん だいすき!しまじろう（いっちゃんのおばあさん）
- リストランテ・パラディーゾ（祖母）

2010年
- それでも町は廻っている（たがめ女将）
- はなまる幼稚園（園長先生）
- ひめチェン!おとぎちっくアイドル リルぷりっ（タケシ）

2011年
- プリティーリズム シリーズ（2011年 - 2013年、桐子、アナウンス、おばあさん2、司会者B、ミシル、一郎）- 2シリーズ

2014年
- 鬼灯の冷徹（2014年 - 2018年、茄子）- 3シリーズ

2018年
- HUGっと!プリキュア（輝木ちとせ）
- 寄宿学校のジュリエット（キッチンメイド）

2023年
- 自動販売機に生まれ変わった俺は迷宮を彷徨う（2023年 - 2025年、ユミテ） - 2シリーズ

### 劇場アニメ
- デジモンテイマーズ 暴走デジモン特急（2002年、北川健太）
- 黄金の法 エル・カンターレの歴史観（2003年、サトル）
- フイチンさん（2004年、第一タイタイ）
- 劇場版ポケットモンスター アドバンスジェネレーション ポケモンレンジャーと蒼海の王子 マナフィ（2006年、トサキント）
- 劇場版MAJOR メジャー 友情の一球（2008年、前原あつし）
- 仏陀再誕－The REBIRTH of BUDDHA（2009年、麻美）
- 劇場版アニメ 忍たま乱太郎 忍術学園 全員出動!の段（2011年、富松作兵衛[16]）
- 伏 鉄砲娘の捕物帳（2012年）
- クレヨンしんちゃん ガチンコ!逆襲のロボとーちゃん（2014年、息子）
- リトルウィッチアカデミア　魔法仕掛けのパレード（2015年、トーマス）

### OVA
- With You 〜みつめていたい〜（2000年、田中冴子）
- アンパンマンとはじめよう! 勇気りんりん! おゆうぎしようね（2005年、ヤギオ）
- 大魔法峠（2006年、カバ香）
- 流れ星のおくりもの（2006年、児童E）
- ピューと吹く!ジャガー（2007年、キム公）
- やなせたかしメルヘン劇場 いねむりおじさん（2008年、ケロ）
- 珍遊記 -太郎とゆかいな仲間たち-（2009年、たけし、老人F）
- 鬼灯の冷徹 OADシリーズ（2015年 - 2020年、茄子）

### ゲーム
2005年
- ゾイドフルメタルクラッシュ（パルフェ）

2006年
- ヴァルキリープロファイル2 シルメリア（ウル、クリスティ、クレセント、紗紺、フィレス、ルイン）
- 天外魔境 ZIRIA〜遥かなるジパング〜
- FRAGMENTS BLUE（日浦友哉）
- .hack//G.U.（2006年 - 2007年、川口修 他） - 3作品

2007年
- すもももももも 〜地上最強のヨメ〜 継承しましょ!? 恋の花ムコ争奪戦!!（ベッキー）

2010年
- Solatorobo それからCODAへ

2014年
- 絶対絶望少女 ダンガンロンパ Another Episode（朝日奈悠太）

2015年
- 憂世ノ志士・憂世ノ浪士（大浦慶） - 2作品
- 大正×対称アリス

2016年
- グランブルーファンタジー（アリステラ）

2018年
- 銀魂乱舞（西郷てる彦）

2019年
- 鬼灯の冷徹 〜地獄のパズルも君次第〜（茄子）

### ドラマCD
- HAUNTEDじゃんくしょん〜あの世の恋の物語〜（1996年、悪霊A）
- 革命の日（2001年、北中山えり）
- プラネテス CD Drama "Sound Marks"（2004年、カムリン）
- 彼氏彼女の事情 メモリアルドラマCD FINAL ACT（有馬蘇芳）
- 忍たま乱太郎 ドラマCD シリーズ（2010年 - 2016年、富松作兵衛） - 3作品[一覧 9]

### 音楽CD
- デジモンテイマーズ ベストテイマーズ7 北川健太&マリンエンジェモン
- 鬼灯の冷徹 OPテーマ 地獄の沙汰も君次第（茄子）

### 吹き替え

#### 映画
- RV（グレッチェン）
- 藍色夏恋
- アダム-神の使い 悪魔の子-（ロイ）
- ある子供（トマ）
- 家路（セルジュ）
- イン・ハー・シューズ
- 男ゴコロはマンガ模様（ダイアン〈レジーナ・ホール〉）
- 紀元前1万年（カレン〈幼少期〉）※テレビ朝日版
- キング・コング
- グリーン・デスティニー（シエンニアン）
- 七人のマッハ!!!!!!!（ニュイ）
- THE JUON/呪怨（佐伯俊雄）
- 少林キョンシー（バクティン）
- 書剣恩仇録（心硯）
- スノー・クイーン 〜雪の女王〜
- チアリーダー忍者
- ディレイルド 暴走超特急（イーサン・クリストフ）
- デス・ヴィレッジ
- ネバーエンディング・ストーリー 遥かなる冒険（ヨニ〈サリー・テイラー＝イシャーウッド〉）
- ビッグママ・ハウス2（トレント・ピアース、スチュアート）
- フォーチュン・クッキー
- ピノキオ ニュー・アドベンチャー（ランプウイック）
- プライドと偏見（ベッツィー）
- マップ・オブ・ザ・ワールド
- レディ・イン・ザ・ウォーター（ジョーイ）

#### ドラマ
- ER XIII 緊急救命室 #4（指導員〈キャリー・アームストロング〉）
- コールドケース7 ザ・ファイナル
- サバイバー: 宿命の大統領
- 少林七傑（シークワ）
- チャームド 〜魔女3姉妹〜シーズン7（ダーシー）
- 突然!サバイバル（メリッサ）
- 4400 未知からの生還者
- マルコム in the Middle（ケビン）
- ミッシング -サイキック捜査官-（メアリー・バックリー）
- ミディアム5 霊能者アリソン・デュボア（マリア・ヴァルガス）
- モンスーン・ウェディング
- 私はケイトリン
- 私はラブ・リーガル（ルーシー）

#### アニメ
- アイ・ガット・ア・ロケット（ヴィンセント・「ヴィニー」・キュー）
- アドベンチャー・タイム（スーザン）
- アトミック・ベティ（ベティのママ）
- おっはよー!アンクル・グランパ（ザーナ 他）
- キム・ポッシブル（ティム、ジム）
- ジェニーはティーン☆ロボット（タック・カーバンクル、ティファニー・クラスト）
- スティーブン・ユニバース（アメジスト[20]）
- スティンキーとダーティー（スティンキー）
- ジャングル大騒動 -南極からのSOS-
- ソニックトゥーン（ウォーレス夫人 他）
- ティーン・タイタンズ（ギズモ〈二代目〉）
- トッポ・ジージョ劇場（ジジーニョ）
- フォスターズ・ホーム（テレンス）
- ボブとはたらくブーブーズ（スクランブラー）
- ポペッツタウン（ボビー）

### オーディオブック
- 運（朗読）
- 彼女はたぶん魔法を使う（朗読（三戸崇史と共同））
- 銀河英雄伝説外伝 ダゴン星域会戦記（同盟軍兵士）
- 黒衣聖母（朗読）
- 真田十勇士（子供・淀殿・国松）
  - 参上、猿飛佐助
  - 決起、真田幸村
  - 激闘、大坂の陣
- 猿蟹合戦（朗読）
- 悪魔（朗読）
- ビストロ・パ・マルシリーズ（朗読）
  - タルト・タタンの夢
  - ヴァン・ショーをあなたに
- 僕たちの関ヶ原戦記（朗読）
- 僕たちの本能寺戦記（朗読）
- れんげ野原のまんなかで（朗読）

### シリーズ一覧
1. ↑  第1期（2004年）、第2期『てんこもり』（2005年）
2. ↑  第1シリーズ（2004年 - 2005年）、第2シリーズ（2006年）
3. ↑  第1期（2006年 - 2007年）、第2期『銀魂’』（2011年）
4. ↑  第1期（2006年 - 2007年）、第2期『あはっ☆』（2007年 - 2008年）
5. ↑  第1期『プリティーリズム・オーロラドリーム』（2011年）、第2期『プリティーリズム・ディアマイフューチャー』（2012年 - 2013年）
6. ↑  第壱期（2014年）、第弐期（2017年）、第弐期その弐（2018年）
7. ↑  1st season（2023年）、2nd season（2025年）
8. ↑  『Vol.1 再誕』『Vol.2 君想フ声』（2006年）、『Vol.3 歩くような速さで』（2007年）
9. ↑  『用具委員会の段』（2010年）、『三年生の段』（2013年）、『ろ組の段〜下巻〜』（2016年）